# Tydzień Modlitw o Jedność Chrześcijan
Tydzień Modlitw o Jedność Chrześcijan – w chrześcijaństwie jest to tydzień od 18 stycznia (dzień 18 stycznia był świętem katedry św. Piotra w Rzymie) do 25 stycznia tj. do Nawrócenia św. Pawła, Apostoła). Tydzień ten został zaproponowany w 1908 r. przez ks. Paula Wattsona, założyciela wspólnoty Franciszkanów Pojednania.

## Historia
Leon XIII w 1897 roku w encyklice Satis cognitum zarządził, aby w tej intencji modlono się co roku przez 9 dni pomiędzy uroczystością Wniebowstąpienia a Niedzielą Pięćdziesiątnicy. W roku 1910 św. Pius X przeniósł te nabożeństwa na dni 18–25 stycznia.

## Znaczenie
Sobór watykański II w Dekrecie o ekumenizmie Unitatis redintegratio nalegał na tę modlitwę, potwierdzając "swą świadomość, że ten święty plan pojednania wszystkich chrześcijan w jedności jednego i jedynego Kościoła Chrystusowego przekracza ludzkie siły i zdolności" (Unitatis redintegratio, 24).
W ramach Tygodnia odbywa się na całym świecie szereg konferencji, spotkań i nabożeństw organizowanych przez Rady Ekumeniczne, Konferencje Episkopatów i inne organy Kościołów różnych krajów.

## Obchody

### Tydzień w Polsce
W polskim Tygodniu Modlitw o Jedność Chrześcijan udział biorą następujące Kościoły i Wspólnoty kościelne:
- Polski Autokefaliczny Kościół Prawosławny
- Kościół Ewangelicko-Augsburski w RP
- Kościół Ewangelicko-Reformowany w RP
- Kościół Ewangelicko-Metodystyczny w RP
- Kościół Polskokatolicki w RP
- Kościół Starokatolicki Mariawitów w RP
- Kościół Katolicki Mariawitów w RP
- Kościół Chrześcijan Baptystów w RP
- Kościół Rzymskokatolicki
- Kościół Greckokatolicki w Polsce
- Kościół Zielonoświątkowy
- Kościół Adwentystów Dnia Siódmego
- Reformowany Kościół Katolicki

### Tydzień na Ukrainie
W ukraińskim Tygodniu Modlitw o Jedność Chrześcijan udział biorą m.in. następujące Kościoły:
- Ukraińska Cerkiew Greckokatolicka
- Kościół Rzymskokatolicki
- Kościół Prawosławny Ukrainy (do 2018 r. Ukraiński Kościół Prawosławny Patriarchatu Kijowskiego i Ukraiński Autokefaliczny Kościół Prawosławny).